# Michele DeCesare
Michele DeCesare es una actriz estadounidense conocida por interpretar a Hunter Scangarelo en la serie Los Soprano. Es hija del creador de Los Soprano, David Chase.

## Filmografía
| Título                        | Estreno             |
| ----------------------------- | ------------------- |
| "Piloto"                      | 10 de enero de 1999 |
| "Denial, Anger, Acceptance"   | 24 de enero de 1999 |
| "Meadowlands"                 | 31 de enero de 1999 |
| "Toodle Fucking-Oo"           | 30 de enero de 2000 |
| "Mr. Ruggerio's Neighborhood" | 4 de merzo de 2001  |
| "Made in America"             | 10 de junio de 2007 |